# Asceua heliophila
Asceua heliophila là một loài nhện trong họ Zodariidae.
Loài này thuộc chi Asceua. Asceua heliophila được Eugène Simon miêu tả năm 1893.